# Göcsei Imre
Göcsei Imre (Gyóró, 1915. április 6. – Győr, 2009. augusztus 1.) földrajztanár és -tudós, a földrajztudomány kandidátusa, állami díjas (1973), a Magyar Földrajzi Társaság tiszteleti tagja.

## Díja
- A Magyar Népköztársaság Állami Díja III. fokozata (1973) – Három évtizedes oktatási eredményeiért.

## Művei
- Az alsó- és középfokú földrajztanítás története Magyarországon (Udvarhelyi Károllyal; Budapest, 1973, Tankönyvkiadó Vállalat)
- A Szigetköz természetföldrajza (Budapest, 1979, Akadémiai)
- Az ismeretlen vándorai. Fejezetek a Föld felfedezésének történetéből (Budapest, 1990, Tankönyvkiadó Vállalat)
- Szögesdrót mögött. Egy hadifogoly naplójából (Győr, 2001, Győr-Moson-Sopron Megye Győri Levéltára)